# جسر سنحاريب (الموصل)
جسر سنحاريب هو جسر يقع في محافظة نينوى في العراق على نهر الخوصر. يربط بين منطقتي الفيصلية والحي الزراعي مما يؤمن انسيابية المرور وتخفيف الأختناقات.

جسر سنحاريب (الممر الثاني) في الموصل اكملته ملاكات شركة اشور بناءً على توجيهات وزارية، يبلغ طوله 180 متر. ويتالف من 9 فضاءات طول 20متر للفضاء الواحد ويبلغ عرضه 12متر منها 9متر لممر السيارات مع مماش بعرض 2متر بلغت الكلفة الاجمالية للجسر 1،5 مليار دينار عراقي.